# 50-50 grind
Pour les articles homonymes, voir Grind.
Le « 50-50 grind », souvent appelé simplement « 50-50 » (« cinquante-cinquante » ou « fifty-fifty ») ou «50» («fifty») est une figure de skateboard. Il appartient à la catégorie des grinds, dont il est le représentant le plus célèbre.
Un « 50-50 » peut s'effectuer sur une « barre de slide » (« rail »), une arête de trottoir, un curb, un ledge, ou tout autre élément s'y prétant (p.e. : une rampe d'escalier). Le skateur effectuant ce trick glisse le long de l'élément en question, le contact entre le skate et la cible s'effectuant -en l'occurrence- au niveau des deux axes (en même temps).
Pour atterrir sur le rail (ou autre), le skateur devra généralement sauter en faisant un ollie. Sur base de cela, on distingue deux types de 50-50 : le « frontside 50-50 » (FS 50-50), effectué lorsque le skateur entre son ollie avec l'obstacle devant lui, et le « backside 50-50 » (BS 50-50), effectué lorsque le skateur aborde l'obstacle de dos. Cette distinction existe pour un grand nombre de grinds et de slides.
Pour rejoindre la terre ferme, le skateur en train de grinder peut attendre d'atteindre l'extrémité de l'obstacle, ou effectuer un ollie out. Il peut également se lancer dans un enchaînement, et quitter la cible en lançant quelque flip. Quoi qu'il en soit, la figure est considérée comme réussi si le skateur continue à rouler après cela.